# I Drove All Night
«I Drove All Night» (en español: «Conduje toda la noche») fue grabado por Cyndi Lauper para su tercer álbum en solitario, A Night to Remember. Lauper dijo que quería hacerlo porque le gustaba la idea "de una mujer al volante, de una mujer en control". La canción fue un top 10 de pop en los Estados Unidos, alcanzando el puesto número #6 en el Billboard Hot 100, y también un éxito en otros países. El sencillo fue certificado oro por la RIAA.
La canción, compuesta por Billy Steinberg y Tom Kelly, fue escrita para Roy Orbison. Este artista grabó el tema en 1987, aunque su versión fue editada en su álbum póstumo King of Hearts, de 1992.
El único remix oficial de la canción para la versión de Lauper es el "Jungle Mix", una versión que incorpora supuestos ruidos de la selva.
El video musical de "I Drove All Night", dirigido por Scott Kalvert y Cyndi Lauper incluye tomas de un coche antiguo y el típico baile maníaco de Lauper. Gran parte del video, sin embargo, incluye proyecciones sobre el cuerpo claramente desnudo de Lauper. También es el primer video musical que incluye subtítulos en formato "closed caption" para sordos.

## Antecedentes
El segundo álbum de Lauper, True Colors fue publicado en octubre de 1986, y obtuvo reseñas positivas por parte de la crítica. Además fue un éxito comercial, pues vendió tres millones de copias hasta el año siguiente. Después de finalizar la gira True Colors World Tour, recibió la propuesta de protagonizar la comedia romántica Vibes, para la que grabó el tema «Hole in My Heart (All the Way to China)». A raíz del fracaso comercial y crítico de Vibes, su inestable relación con Dave Wolff y los problemas con la discográfica, provocaron que Lauper se alejara de la música. Estos acontecimientos le sirvieron para hacerse una introspección y analizar su futuro dentro de la industria. A finales de 1988, algunos ejecutivos de Sony Music se reunieron con ella para insistirle su regreso al estudio de grabación y crear nuevo material. Respecto a su nuevo trabajo, la cantante comentó:

Originalmente quería que mi tercer álbum fuera un proyecto llamado Kindred Spirit, que estaba inspirado en una vieja grabación, la cual hacía sentir a uno como si estuviera entrando en otra época. Me gustaba mucho su estilo clásico. Quería crear el mismo tipo de sensación en mi disco y tocar varios instrumentos que también dieran la misma sensación.

## Posicionamiento en listas
| País           | Lista                            | Posición |
| -------------- | -------------------------------- | -------- |
| Alemania       | Offizielle Deutsche Charts       | 19       |
| Australia      | Kent Music Report                | 11       |
| Bélgica        | Ultratop 50 Singles (Flandes)    | 28       |
| Canadá         | RPM Top 100 Singles              | 8        |
| Canadá         | The Record                       | 12       |
| Estados Unidos | Adult Contemporary               | 43       |
| Estados Unidos | Billboard Hot 100                | 6        |
| Europa         | European Top 100 Albums          | 16       |
| Francia        | SNEP                             | 10       |
| Irlanda        | IRMA                             | 13       |
| Nueva Zelanda  | Official New Zealand Music Chart | 10       |
| Países Bajos   | Nederlandse Top 40               | 10       |
| Países Bajos   | MegaCharts                       | 54       |
| Reino Unido    | UK Singles Chart                 | 7        |

| País        | Lista                   | Posición |
| ----------- | ----------------------- | -------- |
| Canadá      | RPM Top 100 Singles     | 90       |
| Europa      | European Top 100 Albums | 76       |
| Reino Unido | UK Singles Chart        | 77       |